# Azobisisobutyronitril
Azobisisobutyronitril, afgekort als AIBN, is een organische verbinding die behoort tot de azoverbindingen en de nitrillen. Het wordt in de chemische nijverheid gebruikt als initiator van radicaal-kettingreacties voor de productie van kunststoffen.
Azobisisobutyronitril is, naargelang de gebruikte productiemethode, een kleurloos tot grijs poeder of een witte kristallijne stof. Het is vrijwel onoplosbaar in water, maar het lost op in organische oplosmiddelen en in vinylmonomeren.

## Ontleding
Azobisisobutyronitril ontleedt bij verwarming en vormt daarbij twee vrije radicalen en een molecule stikstofgas:
De ontleding van azobisisobutyronitril kan explosief zijn. Ook schokken, wrijving of stoten kunnen leiden tot een explosieve ontleding.

## Toepassingen
De voornaamste toepassing van azobisisobutyronitril is dan ook als bron van radicalen om ketenpolymerisatiereacties op gang te brengen, zoals die voor de vorming van polystyreen, of andere reacties die verlopen via vrije radicalen.
Azobisisobutyronitril wordt ook gebruikt als blaasmiddel voor rubber; hierbij maakt men gebruik van het stikstofgas dat vrijkomt bij de ontleding van de stof.